# KZ-Außenlager SS-Reitschule
Das KZ-Außenlager SS-Reitschule war ein Außenlager für weibliche Häftlinge des deutschen KZ Neuengamme in Braunschweig.
Es bestand etwa drei Monate, vermutlich vom November 1944 bis zu seiner Auflösung am 25. Februar 1945 Da das Frauenlager nur so kurze Zeit bestand, sind kaum Informationen darüber erhalten; es ist z. B. nicht bekannt, wer Lagerführer war.

## Lage
Die SS-Reitschule Braunschweig befand sich im Stadtbezirk Viewegsgarten-Bebelhof im Bereich der Hans-Porner-Straße 20, Schefflerstraße 2 und der Salzdahlumer Straße. Die Reitschule war Teil der SS-Junkerschule Braunschweig und wurde Mitte 1944 nach dem Ort Owinka bei Posen verlegt, daher standen die Braunschweiger Räumlichkeiten leer. Das KZ-Außenlager befand sich auf dem Gelände dieser ehemaligen SS-Reitschule.

## Geschichte
Nach der Bombardierung von Braunschweig am 15. und 16. Oktober 1944 stellte der Gauleiter Hartmann Lauterbacher des Gaus Süd-Hannover-Braunschweig beim Reichsführer SS Himmler den Antrag auf Zuteilung von 2000 gefangenen polnischen Frauen aus dem Stalag XI B in Fallingbostel. Sie sollten an den Aufräumungsarbeiten beteiligt werden. Dies wurde abgelehnt. Daraufhin wandte sich Lauterbacher an das KZ Bergen-Belsen.
Die erste Frauengruppe kam vermutlich im November 1944 von Bergen-Belsen nach Braunschweig. Es befanden sich hier insgesamt etwa 800 Häftlinge, zumeist Jüdinnen, aber auch Zeuginnen Jehovas, die u. a. aus Ungarn, Jugoslawien, Polen, Frankreich, Jugoslawien, Rumänien stammten und in den Stallungen und der Reithalle untergebracht waren. Es wird vermutet, dass die Mehrheit der Häftlinge aus dem knapp 80 km entfernten KZ Bergen-Belsen nach Braunschweig transportiert wurden, um dort Zwangsarbeit zu leisten. Einige der Frauen waren zuvor aus dem KZ Auschwitz nach Bergen-Belsen verbracht worden.

### Leben im Konzentrationslager
Die Lebensumstände im Lager waren katastrophal; Ernährung, medizinische Versorgung und hygienische Verhältnisse waren vollkommen unzureichend. Die Frauen waren in der überdachten Reithalle untergebracht, deren Boden und Wände aus Beton bestanden. Die Halle war nicht beheizt, allerdings winddicht. Die vorhandene Jaucherinne für die Pferde wurde vermutlich nächtens als Toilette benutzt, und tagsüber dienten zwei Bodenlöcher als Aborte. Die Häftlinge mussten auf dem Betonboden auf dünnem Stroh schlafen. 50 Häftlinge waren Anfang Januar 1945 mit unbekanntem Ziel abtransportiert worden. Vor der Arbeit wurde Brot und Tee ausgegeben, abends gab es eine Suppe. Die Frauen hatten im Winter keine Winterkleidung und Handschuhe. Eine genaue Todeszahl konnte nicht ermittelt werden, nachweislich starben 17 Häftlinge seit Januar 1945 bis zur Auflösung des Lagers. Die Bewachung wurde von ehemaligen Wehrmachtsoldaten übernommen.
Die Frauen wurden hauptsächlich zur Trümmer- und Schneeräumung in der zu diesem Zeitpunkt bereits sehr stark zerstörten Braunschweiger Innenstadt eingesetzt.

### Auflösung des KZ
Die in der Endphase des Zweiten Weltkrieges auf Braunschweig zukommende Front veranlasste die SS am 25. Februar 1945, das Lager „aufzulösen“ und die verbliebenen Häftlinge auf andere Lager zu verteilen. So wurden ca. 200 nicht mehr arbeitsfähige Gefangene in das 20 km südlich gelegene Konzentrationslager Watenstedt/Leinde (heute zu Salzgitter gehörig) transportiert. Noch „Arbeitsfähige“ kamen in das 50 km östlich gelegene KZ Beendorf, wo sie in der dortigen Schachtanlage Schacht Marie arbeiten mussten. Die Mehrheit der Frauen kam aber in das KZ Hannover-Stöcken (Continental). In allen Fällen mussten die Häftlinge die Lager in Fußmärschen erreichen.

### Nach dem Zweiten Weltkrieg
Gegen die Verbrechen im Lager gab es keine Anklagen durch die britische oder deutsche Justiz. 1945 wurde die Reithalle abgerissen, die Nebengebäude stehen im Jahre 2008 in gewerblicher Nutzung, vor Ort erinnert eine Gedenktafel an das Außenlager.